# Košické Oľšany
Košické Oľšany (in ungherese Kassaolcsvár) è un comune della Slovacchia facente parte del distretto di Košice-okolie, nella regione di Košice.